# Jan Vorel
Jan Vorel (Praga, 1º settembre 1978) è un ex calciatore ceco, di ruolo difensore.

## Caratteristiche tecniche
Difensore centrale, può giocare anche come terzino destro o come centrocampista. È dinamico, spesso avanza verso l'attacco ed ha un buon tiro.